# Евритмия
Евритмия (от гръцки: красив ритъм; на английски: eurythmy) е сценично изкуство, основано от Рудолф Щайнер заедно с Мария фон Сиверс.
Същността на евритмията е изобразяване движенията на етерния свят в Словото. Човек осъзнава и усеща „етера“ в себе си и наоколо, когато движи тялото си според принципите на евритмията. Те отразяват действителното формиране и движение на речевия и музикален звук в пространството. Евритмията превръща времето в пространство. За разбирането на тази мистерия е необходимо да се положат усилия и да се отдели специално място в съзнанието. Евритмията е изкуство на изцелението. Тя е продължение на божествените движения, създали човека и неговата форма.
В началото на XX век се създава едно ново изкуство, което може да събуди силни импулси и да раздвижи здравословни хармонични сили, чийто източник е в свръхсетивната структура на човешкото същество. Основателят на антропософията д-р Рудолф Щайнер дава първите насоки за новото движение на Лори Мейер през 1912 г. в Германия. Той нарича евритмията любима дъщеря на антропософията. За първи път тя е представена като изкуство в мистерийната драма на Щайнер „Пазачът на прага“ в Мюнхен. По-късно в курсове и лекции пред евритмисти се разкриват дълбоките основания и принципи на движението евритмия, която става основен артистичен изказ на антропософията.